# الخزيجة (جبلة)

تعديل مصدري - تعديل

الخزيجة هي إحدى قرى عزلة الثوابي بمديرية جبلة التابعة لمحافظة إب، بلغ تعداد سكانها 432 نسمة حسب تعداد اليمن لعام 2004.